# Усечённая четырёх-семиугольная мозаика
| Усечённая четырёх-семиугольная мозаика | Усечённая четырёх-семиугольная мозаика                         |
| -------------------------------------- | -------------------------------------------------------------- |
|                                        |                                                                |
| Тип                                    | Гиперболическая однородная мозаика                             |
| Конфигурация вершины                   | 4.8.14                                                         |
| Символ Шлефли                          | t{7,4} или {\displaystyle t{\begin{Bmatrix}7\\4\end{Bmatrix}}} |
| Символ Витхоффа                        | 2 7 4 \|                                                       |
| Симметрии                              | [7,4], (*742)                                                  |
| Диаграммы Коксетера — Дынкина          | node_1 · 7 · node_1 · 4 · node                                 |
| Двойственные соты                      | кис-ромбическая мозаика порядка 4-7                            |
| Свойства                               | Изогональная                                                   |

Усечённая четырёх-семиугольная мозаика — это a полурегулярная мозаика на гиперболической плоскости. 
Мозаика имеет символ Шлефли  tr{4,7}.

## Изображения
Проекция на диск Пуанкаре, центрированная на 14-угольнике:

## Симметрия

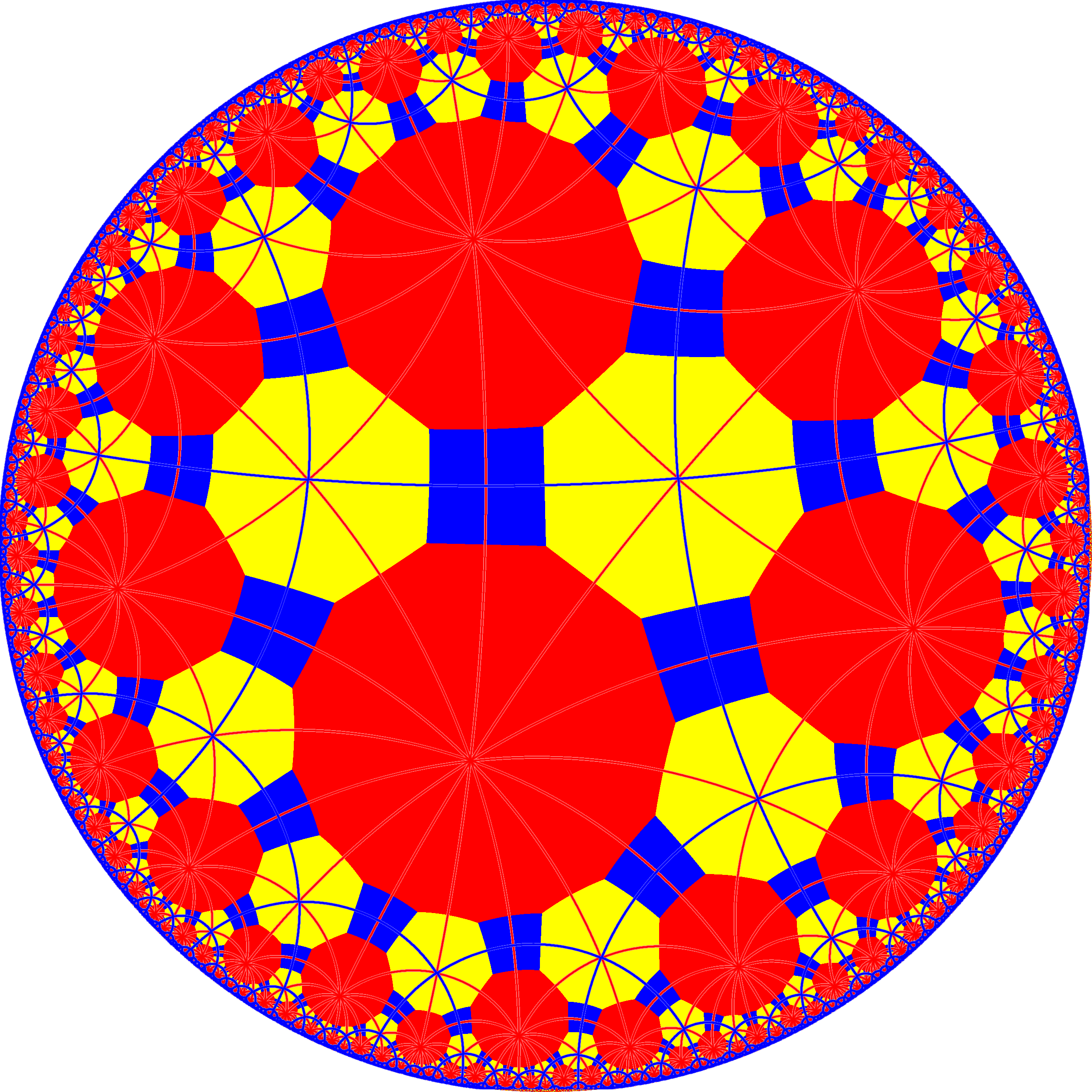
Усечённая четырёх-семиугольная мозаика с зеркалами.

Двойстенная мозаика представляет фундаментальные области с симметрией [7,4] (*742). 
Имеется три подгруппы с малыми индексами, построенными из [7,4] путём удаления зеркал и операцией альтернации. 
На рисунках ниже фундаментальные области выкрашены в два цвета, а зеркала находятся на границах областей разного цвета.
| Подгруппы [7,4] (*742) с малыми индексами | Подгруппы [7,4] (*742) с малыми индексами | Подгруппы [7,4] (*742) с малыми индексами | Подгруппы [7,4] (*742) с малыми индексами | Подгруппы [7,4] (*742) с малыми индексами | Подгруппы [7,4] (*742) с малыми индексами | Подгруппы [7,4] (*742) с малыми индексами | Подгруппы [7,4] (*742) с малыми индексами | Подгруппы [7,4] (*742) с малыми индексами | Подгруппы [7,4] (*742) с малыми индексами | Подгруппы [7,4] (*742) с малыми индексами | Подгруппы [7,4] (*742) с малыми индексами |
| Индекс                                    | 1                                         | 2                                         | 2                                         | 14                                        |                                           |                                           |                                           |                                           |                                           |                                           |                                           |
| Диаграмма                                 |                                           |                                           |                                           |                                           |                                           |                                           |                                           |                                           |                                           |                                           |                                           |
| Коксетер (Орбифолд)                       | [7,4] = · (*742)                          | [7,4,1+] = = · (*772)                     | [7+,4] = · (7*2)                          | [7*,4] = · (*2222222)                     |                                           |                                           |                                           |                                           |                                           |                                           |                                           |
| Индекс                                    | 2                                         | 4                                         | 4                                         | 28                                        |                                           |                                           |                                           |                                           |                                           |                                           |                                           |
| Диаграмма                                 |                                           |                                           |                                           |                                           |                                           |                                           |                                           |                                           |                                           |                                           |                                           |
| Коксетер (орбифолд)                       | [7,4]+ = · (742)                          | [7+,4]+ = · (772)                         | [7+,4]+ = · (772)                         | [7*,4]+ = · (2222222)                     |                                           |                                           |                                           |                                           |                                           |                                           |                                           |
| ----------------------------------------- | ----------------------------------------- | ----------------------------------------- | ----------------------------------------- | ----------------------------------------- | ----------------------------------------- | ----------------------------------------- | ----------------------------------------- | ----------------------------------------- | ----------------------------------------- | ----------------------------------------- | ----------------------------------------- |

## Связанные многогранники и мозаики
| Однородные семиугольные/квадратные мозаики | Однородные семиугольные/квадратные мозаики | Однородные семиугольные/квадратные мозаики | Однородные семиугольные/квадратные мозаики | Однородные семиугольные/квадратные мозаики | Однородные семиугольные/квадратные мозаики | Однородные семиугольные/квадратные мозаики | Однородные семиугольные/квадратные мозаики | Однородные семиугольные/квадратные мозаики | Однородные семиугольные/квадратные мозаики | Однородные семиугольные/квадратные мозаики | Однородные семиугольные/квадратные мозаики |
| Симметрия: [7,4], (*742)                   | Симметрия: [7,4], (*742)                   | Симметрия: [7,4], (*742)                   | Симметрия: [7,4], (*742)                   | Симметрия: [7,4], (*742)                   | Симметрия: [7,4], (*742)                   | Симметрия: [7,4], (*742)                   | [7,4]+, (742)                              | [7+,4], (7*2)                              | [7,4,1+], (*772)                           |                                            |                                            |
| node_1 · 7 · node · 4 · node               | node_1 · 7 · node_1 · 4 · node             | node · 7 · node_1 · 4 · node               | node · 7 · node_1 · 4 · node_1             | node · 7 · node · 4 · node_1               | node_1 · 7 · node · 4 · node_1             | node_1 · 7 · node_1 · 4 · node_1           | node_h · 7 · node_h · 4 · node_h           | node_h · 7 · node_h · 4 · node             | node · 7 · node · 4 · node_h               |                                            |                                            |
| ------------------------------------------ | ------------------------------------------ | ------------------------------------------ | ------------------------------------------ | ------------------------------------------ | ------------------------------------------ | ------------------------------------------ | ------------------------------------------ | ------------------------------------------ | ------------------------------------------ | ------------------------------------------ | ------------------------------------------ |
|                                            |                                            |                                            |                                            |                                            |                                            |                                            |                                            |                                            |                                            |                                            |                                            |
| {7,4}                                      | t{7,4}                                     | r{7,4}                                     | 2t{7,4}=t{4,7}                             | 2r{7,4}={4,7}                              | rr{7,4}                                    | tr{7,4}                                    | sr{7,4}                                    | s{7,4}                                     | h{4,7}                                     |                                            |                                            |
| Однородные двойственные                    |                                            |                                            |                                            |                                            |                                            |                                            |                                            |                                            |                                            |                                            |                                            |
| node_f1 · 7 · node · 4 · node              | node_f1 · 7 · node_f1 · 4 · node           | node · 7 · node_f1 · 4 · node              | node · 7 · node_f1 · 4 · node_f1           | node · 7 · node · 4 · node_f1              | node_f1 · 7 · node · 4 · node_f1           | node_f1 · 7 · node_f1 · 4 · node_f1        | node_fh · 7 · node_fh · 4 · node_fh        | node_fh · 7 · node_fh · 4 · node           | node · 7 · node · 4 · node_fh              |                                            |                                            |
|                                            |                                            |                                            |                                            |                                            |                                            |                                            |                                            |                                            |                                            |                                            |                                            |
| V74                                        | V4.14.14                                   | V4.7.4.7                                   | V7.8.8                                     | V47                                        | V4.4.7.4                                   | V4.8.14                                    | V3.3.4.3.7                                 | V3.3.7.3.7                                 | V77                                        |                                            |                                            |

| Симметрия *n42 [n,4]       | Сферическая | Сферическая | Евклидова  | Компактная гиперболическая | Компактная гиперболическая | Компактная гиперболическая | Компактная гиперболическая | Паракомп.  |
| Симметрия *n42 [n,4]       | *242 [2,4]  | *342 [3,4]  | *442 [4,4] | *542 [5,4]                 | *642 [6,4]                 | *742 [7,4]                 | *842 [8,4]…                | *∞42 [∞,4] |
| -------------------------- | ----------- | ----------- | ---------- | -------------------------- | -------------------------- | -------------------------- | -------------------------- | ---------- |
| Общеусечённая фигура       | 4.8.4       | 4.8.6       | 4.8.8      | 4.8.10                     | 4.8.12                     | 4.8.14                     | 4.8.16                     | 4.8.∞      |
| Общеусечённые двойственные | V4.8.4      | V4.8.6      | V4.8.8     | V4.8.10                    | V4.8.12                    | V4.8.14                    | V4.8.16                    | V4.8.∞     |

| Рисунок             |        |        |        |          |          |          |          |        |
| Конф.               | 4.4.4  | 4.6.6  | 4.8.8  | 4.10.10  | 4.12.12  | 4.14.14  | 4.16.16  | 4.∞.∞  |
| Двойственная фигура |        |        |        |          |          |          |          |        |
| Конф.               | V4.4.4 | V4.6.6 | V4.8.8 | V4.10.10 | V4.12.12 | V4.14.14 | V4.16.16 | V4.∞.∞ |